# Squirrel
Squirrel (ardilla en inglés) es un lenguaje de programación de alto nivel imperativo y diseñado para que sea ligero. Es fácilmente integrable en aplicaciones, lo que lo convierte en un sustituto apropiado de Lua o JavaScript.
Es usado por Code::Blocks, o videojuegos tales como Left 4 Dead 2 o Portal 2 donde se usa como scripts para eventos.

## Características
- Tipado dinámico
- Delegación
- Clases, Herencia
- Funciones de orden superior
- Generadores
- Hilos cooperativos (corrutinas)
- Llamadas terminales
- Manejo de excepciones
- Administración automática de memoria (principalmente Conteo de referencias con el respaldo de un Recolector de basura)
- Referencias débiles
- Tanto el compilador como la máquina virtual caben juntos en aproximadamente 7000 líneas de código en C++
- Cadenas de caracteres de 16-bit opcionales

## Historia
El lenguaje se hizo público el 2003 bajo licencia zlib License. En noviembre del 2010, se relicenció el lenguaje a MIT License para que pudiera ser guardado el proyecto en Google Code. Ha sido desarrollado y mantenido por Alberto Demichelis.

## Aplicaciones

### Aplicaciones que usan Squirrel
- Electric Imp

### Videojuegos que usan Squirrel
- Vice City Multiplayer (un mod para Grand Theft Auto: Vice City)
- Left 4 Dead 2
- Portal 2
- Alien Swarm
- OpenTTD[1]
- V-Multiplayer[2]
- GTAIV IV-MP[3]
- Mafia II M2-Multiplayer[4]
- Counter Strike: Global Offensive
- Shadow Warrior
- War Thunder
- SuperTux
- Liberty Unleashed (un mod para Grand Theft Auto III)